# النيباليون في اليابان
يتكون النيباليون في اليابان من المهاجرين من النيبال إلى اليابان، بما في ذلك المغتربين المؤقتين والمقيمين الدائمين، بالإضافة إلى أحفادهم المولودين محليًا. اعتبارًا من يونيو 2024، كان هناك حوالي 206,898 نيباليًا يعيشون في اليابان، مما يجعلهم أكبر جالية من جنوب آسيا في اليابان.
النيباليون هم ثالث أكبر مجتمع للطلاب الأجانب في اليابان. تظل البلاد وجهة الأحلام للعديد من الشباب النيبالي، حيث يدفع العديد منهم أكثر من 14000 دولار لدخول البلاد بتأشيرة طالب.